# 魚被目
魚被目（學名：Ichthyostegalia），又名魚石螈目，是一種已滅絕的兩棲類生物分類，是迷齿亚纲旗下三個目的其中一個，包括有早期的四足類生物。本分類事實上並非一個單系群，而是生物分类学上的一個演化階段。

## 參看
- 魚石螈科（Ichthyostegidae）的魚石螈。